# Stora Hultagölen
Stora Hultagölen är en sjö i Emmaboda kommun i Småland och ingår i Hagbyåns huvudavrinningsområde. Sjön har en area på 0,0611 kvadratkilometer och ligger 98,9 meter över havet.

## Delavrinningsområde
Stora Hultagölen ingår i det delavrinningsområde (627068-149632) som SMHI kallar för Inloppet i Storsjön. Medelhöjden är 114 meter över havet och ytan är 49,82 kvadratkilometer. Det finns inga avrinningsområden uppströms utan avrinningsområdet är högsta punkten. Svartabäcken som avvattnar avrinningsområdet har biflödesordning 2, vilket innebär att vattnet flödar genom totalt 2 vattendrag innan det når havet efter 41 kilometer. Avrinningsområdet består mestadels av skog (72 %) och öppen mark (15 %). Avrinningsområdet har 0,21 kvadratkilometer vattenytor vilket ger det en sjöprocent på 0,4 %.